# Botlih
Botlih (în rusă Ботлих, în avară Bolih) este un sat (aul), centrul administrativ și cea mai mare așezare a raionului Botlih din Daghestan, Federația Rusă.
Satul este localizat în vestul Daghestanului, la 252 km sud-vest de Mahacikala, pe valea râului Andiiskoe Koisu, afluent al râului Sulak. Botlih este legat printr-un drum care trece prin pasul Harami (2177 m) de localitatea cecenă Vedeno.
Populația - 10,4 mii de locuitori, conform recensământului din 2002. Etnia predominantă sunt Botlihți (autointitulați Buihadi), care vorbesc limba Botlih.
Ocupația principală a locuitorilor din Botlih este din vechime gradinăritul cu irigare artificială. Se cultivă caiși, piersici, meri, peri, pruni sau nuci. Spre deosebire de alte sate din regiune, păstoritul a jucat un rol secundar în viața locuitorilor.
În 1999, zona a fost invadată de militanți islamiști, în preludiul celui de-Al Doilea Război Cecen.
În Botlih este cantonată Brigada de Vânători de Munte a Armatei Ruse.